# Jorginho (football, 1979)
Pour les articles homonymes, voir Jorginho et Amorim.
Jorge Luiz de Amorim Silva est un footballeur brésilien né le 5 septembre 1979.